# Макогонов Володимир Андрійович
Володи́мир Андрі́йович Макого́нов (рос. Владимир Андреевич Макогонов; 27 серпня 1904, Баку —  2 січня 1993, Баку) — радянський шахіст. Багаторазовий чемпіон Баку. 6-разовий чемпіон Азербайджанської РСР. Чемпіон Закавказзя (1928 і 1948). Міжнародний гросмейстер (1987). Заслужений майстер спорту СРСР (1943). За фахом — педагог-математик. Брат Михайла Макогонова.

## Життєпис
Навчився грати в шахи від свого старшого брата Михайла. Першим серйозним турнірним успіхом стало 1-2-е місця, поділені з братом Михайлом, у чемпіонаті Баку в 1923 році.
Був шахістом позиційного стилю.
Сприяв популяризації шахів в Азербайджані, був шаховим тренером — готував юних шахістів.

## Внесок у теорію
Автор ряду теоретичних праць. Разом з Ігорем Бондаревським удосконалив ідею Ксавери Тартаковера (партія з Капабланкою, 1922) опрацювавши систему оборони («система Бондаревського—Макогонова» або «система Тартаковера—Бондаревського—Макогонова») у відмовленому ферзевому гамбіті (ходи h7-h6 і b7-b6):
- система Тартаковера—Бондаревського—Макогонова: 1. d4 d5 2. c4 e6 3. Кc3 Кf6 4. Сg5 Сe7 5. e3 h6 6. Сh4 b6 7. Кf3 0-0 8. cd К:d5 9. С:e7 Ф:e7 10. К:d5 ed 11. Тc1 Сe6! 12. Фa4 c5 13. Фa3 Тc8 14. Сe2= (з рівною грою).

Його іменем названі деякі ідей в інших дебютах:
- варіант Макогонова в захисті Ґрюнфельда: 1. d4 Кf6 2. c4 g6 3. Кc3 Сg7 4. e4 d6 5. Кf3 0-0 6. b4 — цим білі намагаються протистояти підриву 6… c7-c5, але шляхом 6... b6! чорні отримують хорошу гру.
- система Макогонова в староіндійському захисті: 1. d4 Кf6 2. c4 g6 3. Кc3 Сg7 4. e4 d6 5. h3 — аналогічно до системи Земіша (5. f3) білі розвивають слона на e3 і готові після закриття центру зіграти пішаком g2-g4, перешкодити прориву чорних f7-f5 і підготувати напад на чорного короля. Також майстер грав 5. Кf3 0-0 6. h3 e5 7. d5 Кbd7 8. Сe3 Кc5 9. Кd2.